# Anton Lindner
Anton Lindner, uneori Linder, (n. 23 octombrie 1880, Turnu Severin – d. 2 martie 1958) a fost un politician social-democrat austriac.

## Biografie
Născut în comunitatea austriacă din Turnu Severin, Anton Lindner este fiul lui Rudolf, un pictor vienez de biserici, și al Mariei Roza Cadalbert. La 5 ani rămâne orfan de mamă. Absolvă școala primară catolică din Turnu Severin și doi ani de liceu la Colegiul "Traian". Amintire acestui fapt, Anton Lindner se prezenta prietenilor cu prenumele Traian.
În 1895 pleacă din Turnu Severin stabilindu-se la Viena unde termină liceul. Termindu-și stagiul militar, se califică ca tapisier decorator și intră în Sindicatul tineretului muncitor socialist.
Între 1904 și 1910 este un membru activ al Internaționalei socialiste din Zürich, remarcându-se în mod deosebit în timpul marilor greve din Konstanz, în 1904. Devine un lider marcant al Internaționalei, legând o prietenie de o viață cu alți lideri socialiști de seamă din această perioadă: August Bebel, Hermann Greulich și Friedrich Adler.
În 1913 devine membru al Partidului Muncitoresc Socialist Democrat (SDAP) din Austria. În 1919, după primul Război Mondial, în timpul primei Republici austrice, până în 1934, devine deputat socialist al regiunii Vorarlberg, iar din 1921 până în 1934 este concomitent deputat în Parlamentul austriac.
În 1934, extrema dreaptă austriacă împiedică în mod brutal activitatea Partidului Socialist din Vorarlberg, iar Anton Lindner este închis pentru o scurtă perioadă de timp. Ieșind din închisoare se refugiază în Elveția de unde, într-un prim moment, este expulzat în Franța. Recunoscându-i-se statutul de refugiat politic se reîntoarce în Elveția unde rămâne până în 1945. Datorită statutului politic se vede obligat să acționeze în clandestinitate. Fondează Mișcarea de Rezistență Austrică. În 1944, până la sfârșitul războiului, în 1945, cu ajutorul serviciilor secrete americane și elvețiene, participă la fondarea Grupului de susținere a refugiaților socialiști austrieci în Elveția.
În toamna lui 1945 se reîntoarce la Vorarlberg unde este reales deputat. Din 1946 este reprezentant al Partidului Socialist Austriac (SPÖ) devenind totdată, până în 1956, și Președintele Consiliului Național al Muncii din Tirol.